# Tau Golin
Luiz Carlos Golin, mais conhecido como Tau Golin, é um historiador, jornalista e professor brasileiro.
Obteve certificação como jornalista pelo Ministério do Trabalho em 1986 e graduou-se em História em 1996 pela Universidade Federal do Rio Grande do Sul. É mestre em História do Brasil com a dissertação José Custódio de Sá e Faria e a Guerra Guaranítica, doutor em História Ibero-americana pela Pontifícia Universidade Católica do Rio Grande do Sul com a tese A Fronteira Brasil-Uruguai: Estado e movimentos espontâneos na fixação dos limites do Rio Grande do Sul, e pós-doutor em História pela Universidade de Lisboa. Desde 1996 leciona nos cursos de graduação em História e Comunicação da Universidade de Passo Fundo, e na pós-graduação desde 2001. Foi coordenador da UPF Editora, do Departamento de Midiologia e do projeto de implantação do sistema de comunicações de televisão e rádio da UPF, além de coordenar o Arquivo Histórico Regional.  Coordenou os grupos de pesquisas Núcleo de Documentação História e Núcleo de Pré-História e Arqueologia,  que mantém o Laboratório de Cultura Material e Arqueologia. Suas principais áreas de estudo são Tradicionalismo, Gauchismo, Revolução Farroupilha, Guerra Guaranítica, Regionalismo, Fronteiras, Geopolítica do Prata, Mídia e Cultura e História Comparada da Navegação.
Tem uma grande bibliografia publicada e é um nome consagrado nos estudos históricos do Rio Grande do Sul. Foi um dos pioneiros e ainda hoje é um dos principais nomes do estado na crítica da versão oficial sobre figuras históricas da região, e em particular do tradicionalismo gauchesco, uma ideologia de grande penetração no estado, que fala do gaúcho como um herói cheio de virtudes, verdadeiro fundador da cultura estadual e imagem ideal do povo rio-grandense, e já se envolveu em muitas polêmicas por conta das suas opiniões desmistificadoras. Embora reconheça sua importância como um movimento influente que direcionou grande parte da cultura popular e da construção da identidade dos rio-grandenses a partir da década de 1940, critica a burocratização e dogmatização do movimento por uma elite de líderes concentrada no Movimento Tradicionalista Gaúcho. Foi um dos articuladores do Manifesto contra o Tradicionalismo, denunciando a usurpação da cultura gaúcha pelos Centros de Tradições Gaúchas e, em especial, pelo MTG. Seus escritos repercutiram na produção antropológica e historiográfica local, e segundo o pesquisador Jocelito Zalla, "alguns dos textos extrapolavam a condição 'objetiva' almejada pelas análises acadêmicas e se tornavam libelos contra a anacrônica fábula gaudéria". Uma amostra do seu pensamento foi dada em entrevista para a Revista do Instituto Humanitas — Unisinos:
"O Tradicionalismo, ao ser inventado por um grupo de jovens secundaristas no Colégio Júlio de Castilhos, surgiu no sopro dos regionalismos, porém com uma adaptação, com a busca de um modelo. Cezimbra Jacques já organizara os grêmios gaúchos para manter lembranças da vida campeira. Manifestações desse tipo já haviam surgido no Uruguai. Paixão Cortes fora tocado pelos rodeios e estilo de vida dos caubóis norte-americanos. Todas essas influências resultaram na escolha da 'estância tradicional', a propriedade privada, o espaço da elite agropastoril e escravocrata, como o ethos, o mito fundante regional. O modelo foi se especializando até se transformar em uma militância sistêmica. Todos os elementos simbólicos populares, hábitos, costumes etc., foram inseridos e reinventados, inspirando criações, no universo de uma ampla estância imaginativa. O próprio estado, multicultural e multirracial, aos poucos, foi sendo consagrado como uma versão simbólica de estância. Ao se apropriar dos elementos reais e simbólicos da população, dando-lhe novo sentido, o Tradicionalismo transformou-se em verdadeiro sugadouro. Entretanto, essa motivação genuína da população, de etnias, ao mesmo tempo que foi direcionada para o civismo obediente e regulador, inseriu no âmbito do Tradicionalismo as tensões contraditórias entre as manobras reguladoras do poder dirigente e os modos de vida regionais, das culturas locais, das visões e concepções sobre o que é ou deveria ser a cultura do Rio Grande do Sul. [...] O Tradicionalismo acabou se transformando em uma cultura de caserna, de inspiração de um positivismo desilustrado, dominado, em especial, pelos oficiais brigadianos, funcionários públicos e pela direita culturalmente limitada, líderes de legiões de 'artistas' do lumpesinato".
Entre suas principais obras estão:
- A Ideologia do Gauchismo (Tchê!, 1983)
- Sepé Tiaraju (Tchê!, 1985)
- Por Baixo do Poncho: contribuição à crítica da cultura gauchesca (Tchê!, 1987, coletânea de artigos escritos para revistas e jornais)
- A Guerra Guaranítica — Como os exércitos de Portugal e Espanha destruíram os Sete Povos dos jesuítas e índios guaranis no Rio Grande do Sul (1750-1761) (Editora da UFRGS/UPF Editora, 1998)
- Etnocídio e Herança Indígena (UPF Editora, 1999)
- O Povo do Pampa (Sulina/UPF Editora, 1999)
- Identidades. Questões sobre as representações socioculturais no gauchismo (Clio, 2004)
- A Fronteira – 1763-1778, história da brava gente e miseráveis tropas de mar e terra que conquistaram o Brasil meridional (vols. 1 e 2, L&PM, 2002; vol. 3, Méritos, 2015)

Nas palavras de Juremir Machado da Silva, "Tau é um dos grandes historiadores gaúchos em atividade. Não tem medo de enfrentar mitos, não faz concessões a folcloristas e não teme ácaros e poeira de arquivos. Quando publica algo, descobre, revela e traz novidades". Em 1984 foi o vencedor do Concurso Literário Felipe de Oliveira, promovido pela Prefeitura de Santa Maria. Sua obra A Guerra Guaranítica recebeu em 1999 o Prêmio Açorianos de Literatura na categoria Ensaio de Humanidades, e o segundo dos três volumes da obra A Fronteira – 1763-1778, foi contemplado com o mesmo prêmio em 2005. Resenhando o volume, o historiador argentino Edmundo Heredia declarou: "Este livro se inscreve com alta qualificação em uma nova etapa da historiografia de nossas relações no Cone Sul, a fronteira vista agora como um espaço destinado à integração e à complementação, depois de uma grande experiência cheia de vicissitudes, que este livro apresenta com rigor e abundante documentação. Sem dúvida, é um sólido aporte que não só deve demandar a atenção dos historiadores, como dos cientistas sociais em geral e também dos políticos interessados em entender a trama da história da formação deste espaço, constituído já em uma plataforma fundamental para o futuro de nossas relações de vizinhança".Foi o patrono da 25ª Feira do Livro de Passo Fundo em 2011. É membro da Academia Passo-Fundense de Letras, da Academia Uruguaia de História, do Centro de História da Faculdade de Letras da Universidade de Lisboa e do Centro de Estudos de História do Atlântico, na Ilha da Madeira, e é sócio-fundador da Associação Gaúcha de Escritores.